# シアノペプトリン
シアノペプトリン(Cyanopeptolin)は、オリゴペプチドの分類の一つである。ミクロキスティス属やプランクトスリックス属等の藻類が生成し、神経毒になりうる。非リボソームペプチドである。

## 特徴
気候変動や富栄養化による水温の上昇により藍藻が増殖し、毒性を持つシアノペプトリンによる水質汚染が懸念されている。

## 曝露
ゼブラフィッシュへのシアノペプトリンの曝露により、DNA損傷や概日リズム、光への応答に関連する経路が影響を受けた。